# Hier kommt Lola!
Hier kommt Lola! ist ein deutscher Kinderfilm von Franziska Buch aus dem Jahr 2010, der auf Isabel Abedis Bücherreihe Lola basiert. Der Film kam am 4. März 2010 in die deutschen Kinos.

## Handlung
Die neunjährige Lola ist ein ganz normales Mädchen, nur in ihren Träumen verwandelt sie sich in die berühmte Sängerin Jacky Jones, die viele Fans hat und reihenweise Preise abräumt. Lola ist gerade mit ihren Eltern nach Hamburg gezogen und ist eigentlich wunschlos glücklich, da sie vorher in einer Kleinstadt lebten, in der ihr brasilianischer Vater der einzige war, der dunkle Haut besaß und sie sich deswegen viel Gespött anhören mussten. Das Einzige, das ihr fehlt, ist eine beste Freundin. Nach einer Weile hat sie auch eine gefunden, doch diese stinkt fürchterlich nach Fisch und mag Frösche. Lola ist so etwas nicht gewohnt und hat zudem eine Frosch-Phobie. Als Flora, die im späteren Verlauf des Filmes ihre beste Freundin wird, dies einsieht, entschuldigt sie sich. Insgeheim wünscht sich Flo auch eine beste Freundin, doch da sie sich nicht traut, dies Lola offen zu sagen, antwortet sie auf einen Luftballon, den Lola hat fliegenlassen mit dem Wunsch nach einer Freundin und gibt sich als eine „Stella“ aus. Lola findet dies jedoch nach einiger Zeit heraus und will nicht mehr mit Flo reden.
Währenddessen ist ihr Vater mit einer Eröffnung seines brasilianischen Restaurants beschäftigt, und außerdem arbeitet Flos Mutter Penelope in dem fast fertiggestellten Restaurant. Lola nimmt deren Hilfe in Anspruch, weil sie zur Eröffnung etwas singen möchte und dadurch Penelopes sängerisches Talent für einen passenden Songtext braucht. Bei der Gelegenheit versöhnt sie sich auch mit Flo, das Restaurant wird ein Riesenerfolg und Lola hat endlich eine beste Freundin.

## Kritiken
- Christian Horn: […] „Hier kommt Lola!“ lässt jegliche Highlights missen und plätschert gediegen, zuweilen sogar langweilend vor sich hin – eine Zuspitzung seiner Handlung wagt der Film nicht.[2]
- Kino.de: In jeder Hinsicht gelungene Verfilmung des ersten Buchs der Bestseller-Reihe von Isabel Abedi über ein junges Mädchen, das in ihren Träumen zum Popstar wird, aber in der realen Welt ihre wahre Freundin findet.[1]

## Publikationen
- Am 9. September 2010 erschien Hier kommt Lola! als DVD und Blu-ray bei Highlight Video mit einigen Extras wie das „Making Of“ mehreren Interviews, gelöschten Szenen, einem Videoclip und einem Singalong.[3]

Buch
- Isabel Abedi: Hier kommt Lola – Das Buch zum Film. (Illustriert von Dagmar Henze). Loewe Verlag, 2010, ISBN 978-3-7855-7139-2.

Hörbuch
- Isabel Abedi: Hier kommt Lola. Das Original-Hörspiel zum Film. (Meira Durand, Felina Cycykowski und Julia Jentsch als Erzähler) JUMBO Neue Medien & Verlag GmbH, ISBN 978-3-8337-2605-7.